# Михаил (име)
Вижте пояснителната страница за други личности с името Михаил.
Михаил е мъжко име идващо от древноеврейската дума מִיכָאֵל (Mika'el), която произлиза от въпроса מי כאל mī kāʼēl, който означава „кой е като Бог?“. Това е името на седем архангела в древноеврейската традиция, като само един е упоменат като „архангел“ в Библията (заедно със Сатанаил и Гавраил). В книгата „Откровения“ в Новия завет, Архангел Михаил е представен като водач на Божиите армии, главният архангел, главният пазител на Рая и главен страж на Божия закон и затова е приет за светец-закрилник на войниците. В българската традиция – той е покровител и на служителите на реда. Православната църква чества Архангел Михаил на 8 ноември и тогава носителите на името празнуват именния си ден. Мишо и Михо са български варианти на името Михаил.

## Аналози на името в други езици
- на беларуски: Міхал – Михал
- на немски: Michael – Ми́хаел
- на испански: Miguel – Миге́л
- на английски: Michael – Майкъл
- на фински: Mikka – Ми́ка
- на френски: Michel – Мише́л
- на иврит: מיכאל – Михае́л
- на унгарски: Mihály – Ми́хай
- на италиански: Michele – Мике́ле
- на руски: Михаил – Михаи́л
- на украински: Михайло – Михайло
- на сръбски: Михаило – Михайло
- на гръцки: Μιχάλης – Михалис
- на идиш מיכל – Михел и Мехел
- на келтски: Mícheál
- на шотландски: Micheal
- на уелски: Meical, Mihangel
- на португалски: Miguel – Мигел
- на каталонски: Miquel – Микѐл
- на баскски: Mikel – Микел
- на румънски: Mihai – Михай
- на шведски: Mikael – Микаел
- на датски, норвежки: Mikkel, Mikael – Микел, Микаел
- на полски: Michał – Михал
- на чешки: Mich(a)el

## Известни хора с това име

### Български владетели
- Княз Борис I Михаил (852 – 864) – хан, а през (864 – 889) – княз. Той въвежда Християнството като държавна религия в Средновековна България и утвърждава славянската азбука като официална писменост. Името Михаил му е дадено при Светото кръщение и това е името на неговия кръстник.
- Цар Михаил II Асен от династията Асеневци (1246 – 1256);
- Цар Михаил III Шишман Асен от династията на Шишмановци (1323 – 1330).
- Княз Михаил най-възрастният син на цар Симеон I.

### Византийски императори
- Михаил I (811 – 813)
- Михаил II (820 – 829)
- Михаил III (840 – 867)
- Михаил IV (1034 – 1041)
- Михаил V (1041 – 1042)
- Михаил VI (1056 – 1057)
- Михаил VII (1067 – 1078)
- Михаил VIII Палеолог (1259 – 1282)

### Руски владетели
- Михаил I Юриевич (1174 – 1176)
- Михаил II Ярославич Тверски (1304 – 1318)
- Михаил Фьодорович Романов (1613 – 1645)
- Михаил Горбачов (1985 – 1991)

### Други европейски владетели
- Михал Вишньовецки (1669 – 1673) – крал на Полша
- Мигел I (1828 – 1834) – крал на Португалия
- Михай Смелият (румънски: Mihai Viteazul, унгарски: Vitéz Mihály); принц на Влашко (1593 – 1601), на Трансилвания (1599 – 1600) и на Молдавия (1600)
- Михай I – крал на Румъния (1927 – 1930) и (1940 – 1947)

### Духовници
- Михаил Доростолски и Червенски (1884 – 1961) – български духовник
- Михаил Охридски и Македонски (1912 – 1999) – македонски духовник

### Революционери
- Михаил Бакунин (1814 – 1876) – руски революционер
- Михаил Развигоров (1873 – 1907) – български революционер

### Бележити спортисти
- Майкъл Джордан
- Mihail Conkov
- Мика Хакинен
- Михаел Щих
- Михаел Шумахер
- Михаел Балак

### Бележити шоу-звезди
- Майкъл Джаксън
- Михаил Бачев
- Майкъл Болтън

### Писатели
- Михаел Енде
- Мигел де Сервантес